# 2011 في بلجيكا
فيما يلي قوائم الأحداث التي وقعت خلال عام 2011 في بلجيكا.

## أحداث
- 13 ديسمبر – هجوم لييج 2011

## رياضة
- 27 مارس – غنت-وفلجم 2011 الفائزون توم بونن، تايلر فارار، دانيلي بيناتي.
- 3 أبريل – طواف فلاندرز 2011
- 20 أبريل – فليش والون 2011 الفائز ماريان فوس.
- 24 أبريل – لييج-باستون-لييج 2011
- 28 أغسطس – جائزة بلجيكا الكبرى 2011 الفائز سباستيان فيتل.

## أفلام
من الأفلام التي صدرت هذه السنة في بلجيكا:
- 1 يناير – عاشقة من الريف من إخراج نرجس النجار.
- 1 يناير – عين النساء من إخراج رادو ميهالينو.
- 22 يناير – الشيطان المزدوج من إخراج Lee Tamahori [الإنجليزية]‏.
- 16 مارس – بحر تكساس الشمالي من إخراج Bavo Defurne  [لغات أخرى]‏.
- 11 مايو – الفنان من إخراج ميشيل هازنافيسيوس.
- 12 سبتمبر – موت للبيع من إخراج فوزي بنسعيدي.

## وفيات

### يناير
- 2 يناير – إميل ماسون الابن (مواليد 1915) درّاج طريق بلجيكي.

### مارس
- 18 مايو – مارسيل دي مولدر (مواليد 1928) درّاج طريق بلجيكي.

### مايو
- 18 مايو – مارسيل دي مولدر (مواليد 1928) درّاج طريق بلجيكي.

### يونيو
- 5 يونيو – لودو مارتينز (مواليد 1946)

### ديسمبر
- 1 ديسمبر – هيبوليت فان دن بوش (مواليد 1926) لاعب كرة قدم بلجيكي.